# La Rivière-du-Nord
A Regionalidade Municipal do Condado de La Rivière-du-Nord está situada na região de Laurentides na província canadense de Quebec. Com uma área de mais de quatrocentos quilómetros quadrados, tem, segundo dados de 2008, uma população de cerca de cem mil pessoas sendo comandada pela cidade de Saint-Jérôme. Ela é composta por 5 municipalidades: 2 cidades, 2 municípios e 1 freguesia.

## Municipalidades

### Cidades
- Prévost
- Saint-Jérôme

### Municípios
- Saint-Colomban
- Sainte-Sophie

### Freguesia
- Saint-Hippolyte